# Newcastle Castle, Bridgend
Newcastle Castle är en medeltida borgruin i Bridgend i södra Wales. Den ligger strax utanför staden Bridgend och tros ha anlagts år 1106.
Newcastle Castle ligger 42 meter över havet. Runt Newcastle Castle är det tätbefolkat, med 411 invånare per kvadratkilometer. Trakten runt Newcastle Castle består i huvudsak av gräsmarker.